# Lisa Hartung
Lisa Bärbel Hartung (Bad Honnef, 1991) is een Duits wiskundige en hoogleraar aan de Universiteit van Mainz. Haar onderzoeksgebieden zijn kansrekening en wiskundige statistiek.

## Opleiding en loopbaan
Hartungs ouders waren beiden wiskundige (haar vader was Joachim Hartung). Ze toonde al vroeg haar wiskundige talent. Als student won ze de nationale wiskundewedstrijd en woonde ze een zomerkamp wiskunde bij in de VS. Op 15-jarige leeftijd begon ze met een junioropleiding wiskunde aan de Universiteit van Bonn. In 2009 slaagde Hartung niet alleen voor het middelbareschooldiploma aan de CJD Christophorusschule Königswinter, maar ook voor het voordiploma wiskunde. Tijdens haar voortgezette studie wiskunde behaalde ze ook een bachelor economie. Na het voltooien van haar wiskundestudie promoveerde ze bij Anton Bovier aan het Hausdorff Center for Mathematics aan de Universiteit van Bonn. Haar proefschrift werd bekroond met de sponsorprijs van de DMV-specialistengroep Stochastics. Hartung werkte daarna aan het Courant Institute of Mathematical Sciences van New York University.
In 2019 werd Hartung Juniorprofessorin aan de Universiteit van Mainz. In februari 2020 werd zij gewoon hoogleraar; op 29-jarige leeftijd was ze een van de jongste wiskundehoogleraren van Duitsland

## Publicaties (selectie)
- met A. Klimovsky: The glassy phase of the complex branching Brownian motion energy model. In: Electron. Commun. Probab. 20. 2015. Nr. 78, S. 1–15.
- met A. Klimovsky: Het fasediagram van het complexe vertakkende Brownse bewegingsenergiemodel. In: Electron. J. Probab. 23. 2018. Nr. 127, blz. 1-27.
- Extremal Processes in Branching Brownian Motion and Friends. Proefschrift. Universiteit van Bonn 2016.
- met Anton Bovier: Uitgebreide convergentie van het extreme proces van vertakkende Brownse beweging. The Annals of Applied Probability. 2017 - projecteuclid.org